# Всё на продажу (Губка Боб Квадратные Штаны)
«Всё на продажу» (англ. Selling Out) — 65-я серия американского мультсериала «Губка Боб Квадратные Штаны». Данный эпизод был показан 23 сентября 2005 года на телеканале «Nickelodeon» в США, а в России — 9 июня 2006 года.

## Сюжет
В ходе начала рабочего дня в «Красти Крабе» мистер Крабс начинает петь песню «Дзынь-дзынь, хруст-хруст» о своей любви и жажде денег. Затем в ресторан приходит чрезвычайно богатый человек по имени Говард Блэнди, которого Крабс считал кумиром, с его двумя партнёрами. Блэнди хочет купить ресторан у мистера Крабса; Крабс поначалу отказывается, но, заметив множество чемоданов с деньгами, с радостью соглашается. Тут же в ресторан заходит группа ремонтников, и Губка Боб со Сквидвардом покидают «Красти Краб», чтобы спросить мистера Крабса, что происходит; а затем он говорит им, что уходит на пенсию. После этого к ним приходит новый менеджер по имени Карл, который переименовывает «Красти Краб» в «Понедельничный Крабби».
Мистер Крабс проезжает мимо уже бывшего своего ресторана и игнорирует его, направляясь в недавно открытый музей крючков. После музея Юджин отправляется домой, где решает нарисовать натюрморт, но вместо фруктов рисует крабсбургеры. Затем отправляется играть в гольф, но во время игры тут же понимает, что ненавидит его. Дома мистер Крабс понимает, что он сделал всё, что хотел, и теперь ему нечего делать. Он пытается поговорить со своей дочерью Перл, но она вышвыривает своего отца из дома и говорит ему, чтобы он нашёл работу и друзей.
Подавленный мистер Крабс ищет работу, в ходе чего натыкается на стеклянную дверь с табличкой «Требуется помощник» (это дверь «Понедельничного Крабби»); и он заходит внутрь, чтобы узнать насчёт работы в своём бывшем ресторане. Тем временем, Карл хочет, чтобы у Сквидварда было больше духа и энергии — он угрожает Сквидварду «специалистом по кадрам» (громилой). Поэтому испуганный Сквидвард продолжает свою работу с вынужденной улыбкой. В итоге мистер Крабс устраивается на работу помощником официанта, а Губка Боб обнимает его и докладывает о проблемах в ресторане, среди которых автоматизированный кассовый аппарат и переработанные бургеры. Рассерженный Крабс жалуется, но Карл его игнорирует. Юджин узнаёт то, что новые крабсбургеры сделаны искусственно и отвратительны. Мистер Крабс показывает клиентам отходы, из которых сделана еда, после чего они убегают из ресторана. Карл звонит Говарду Блэнди, чтобы сообщить ему то, что вытворяет Крабс. После Крабс засовывает автоматизированную кассу в аппарат по изготовлению крабсбургеров, и воздух внутри сжимается, что заставляет весь ресторан взорваться и покрыться отходами.
Мистер Крабс возвращает себе право собственности на разрушенный ресторан, возвращая все свои деньги Говарду, и меняет название ресторана обратно на «Красти Краб», говоря, что он вернул любовь своих «дорогих друзей», а после приказывает Сквидварду и Губке Бобу убрать беспорядок. Серия заканчивается нажатием мистера Крабса на кассовый аппарат, после чего на экране появляются долларовые купюры.

## Роли
- Том Кенни — Губка Боб, Говард Блэнди, оператор музея крючков
- Роджер Бампасс — Сквидвард
- Клэнси Браун — мистер Крабс
- Ди Брэдли Бейкер — партнёр Блэнди, компьютерная касса
- Джилл Тэлли — мама Тайлера, Марта, посетитель
- Лори Алан — Перл, Тайлер
- Карл Харви Гринблатт — Карл

### Роли дублировали
- Сергей Балабанов — Губка Боб
- Юрий Маляров — партнёр Блэнди
- Иван Агапов — Сквидвард
- Александр Хотченков — мистер Крабс
- Нина Тобилевич — Тайлер, Марта
- Людмила Гнилова — Перл, мама Тайлера, посетитель
- Вячеслав Баранов — Говард Блэнди, Карл, оператор музея крючков

## Производство
Серия «Всё на продажу» была написана Зеусом Цервасом, Эриком Визе и Тимом Хиллом; Алан Смарт взял роль анимационного режиссёра. Впервые данная серия была показана 23 сентября 2005 года в США на телеканале «Nickelodeon».
Серия «Всё на продажу» была выпущена на DVD-диске «Lost in Time» 21 февраля 2006 года. Она также вошла в состав DVD «SpongeBob SquarePants: Season 4, Vol. 1», выпущенного 12 сентября 2006 года, и «SpongeBob SquarePants: The First 100 Episodes», выпущенного 22 сентября 2009 года и состоящего из всех эпизодов с первого по пятый сезоны мультсериала.

## Отзывы критиков
Серия «Всё на продажу» получила в целом положительные отзывы от поклонников мультсериала и критиков. На сайте «IMDb» серия имеет оценку 7,6/10. Серия заняла 9-е место в списке лучших серий мультсериала в рамках мероприятия «The Best Day Ever Marathon», проведённого в 2006 году. Журнал «The Hollywood Reporter» отметил, что данная серия — одна из тех, где «„Губка Боб“ пробирается в социальные комментарии». Поэтому данная серия вызвала критику со стороны консерваторов, которые считали, что «Nickelodeon» через данную серию демонстрирует очернение крупного бизнеса.